# سانتو دومنقة قلصادة
سانتو دومنقة قلصادة بلدية في منطقة الريوخة في إسبانيا، تقع على ضفاف نهر أوخا. يعود اسمها إلى مؤسسها دومنقة القلصادي الذي بنى جسرًا ومستشفى وفندقًا في المدينة للحجاج المسيحيين على الطريق الفرنسي، وهو أشهر مسارات طريق القديس يعقوب. بدأ القلصادي بناء كاتدرائية دومنقة القلصادي في المدينة.  فدفن فيها وسميت باسمه.